# Ed Sprinkle
Edward Alexander Sprinkle (Bradshaw, 3 settembre 1923 – Palos Heights, 28 luglio 2014) è stato un giocatore di football americano statunitense che ha giocato per tutta la carriera con i Chicago Bears della National Football League (NFL). È stato introdotto nella Pro Football Hall of Fame nel 2020.

## Carriera
Conosciuto da molti come "l'uomo più cattivo del football professionistico" e soprannominato "The Claw", (l'Artiglio), Sprinkle giocò per dodici stagioni con i Chicago Bears, imponendosi come uno dei migliori difensori della lega. L'allenatore dei Bears George Halas lo definì "il migliore pass rusher che abbia mai visto" e "un giocatore ruvido e cattivo, ma non scorretto." Inizialmente giocò sia in attacco che in difesa. Ricevette 32 passaggi per 451 yard e 7 touchdown nel corso della carriera. La sua abilità nel mettere pressione ai quarterback avversari, tuttavia, lo rese presto uno specialista difensivo. Mentre fu accusato di "giocò sporco" e condotta anti-sportiva durante la sua carriera, Sprinkle affermò che il suo stile di gioco era del tutto simile a quello che si poteva trovare nella NFL negli anni cinquanta. Secondo Sprinkle, "eravamo più cattivi negli anni cinquanta perché c'erano meno ruoli e dovevamo combattere più duramente per aggiudicarceli. Era un'epoca differente."

## Palmarès
- Campionati NFL : 1

Chicago Bears: 1946
- Formazione ideale della NFL degli anni 1940
- Pro Football Hall of Fame (classe del 2020)